# Skade (nordisk mytologi)
 For alternative betydninger, se Skade. (Se også artikler, som begynder med Skade)
I nordisk mytologi er Skade en jættekvinde. Hendes far var Tjasse, som aserne slog ihjel (se Tjasse bortfører Idun).
Skade blev meget vred og tog til Asgård for at få hævn. Aserne betalte bod ved at lade hende vælge en mand blandt aserne og kaste Tjasses øjne op på himlen som stjerner.
Skade ville helst have Balder til mand, men sådan gik det ikke (se Skades valg).